# Il Gattopardo
(Tancredi Falconeri, nipote di don Fabrizio Corbera, Principe di Salina)
Il Gattopardo è un romanzo di Giuseppe Tomasi di Lampedusa  che narra le trasformazioni avvenute nella vita e nella società in Sicilia durante il Risorgimento, nel periodo di transizione dal Regno Borbonico al Regno d'Italia. Dopo i rifiuti delle principali case editrici italiane (Mondadori, Einaudi, Longanesi), l'opera fu pubblicata postuma da Feltrinelli nel 1958, un anno dopo la morte dell'autore, vincendo il Premio Strega nel 1959, e diventando uno dei best seller del secondo dopoguerra; è considerato uno tra i più grandi romanzi di tutta la letteratura italiana e mondiale.

## Genesi e storia editoriale
L'autore aveva contemplato da lungo tempo l'idea di scrivere un romanzo storico basato sulle vicende della sua famiglia, gli aristocratici Tomasi di Lampedusa, in particolare sul bisnonno, il principe Giulio Fabrizio Tomasi - nell'opera trasposto nella figura del principe Fabrizio Salina - vissuto durante il Risorgimento, noto per aver realizzato un osservatorio astronomico per le sue ricerche e morto nel 1885. Per raccontare la storia della sua famiglia, dei propri antenati, l'ispirazione gli venne in Curlandia. Dopo aver sposato la baronessa baltica Alexandra Wolff Stomersee, che aveva vinto la sua patologica timidezza, Tomasi risiedette nella tenuta familiare della moglie, il castello di Stomersee, vicino al Mar Baltico. Con il crollo dell'Impero Russo e l'indipendenza della Lettonia, era iniziata la fine della Nobiltà baltica, spogliata di terre e proprietà, con baroni e conti ridotti in miseria, e le loro disilluse donne. La loro decadenza acuì il suo sguardo sull'analogo avvenire che si profilava per l'aristocrazia siciliana. Dal lontano Nord baltico, egli poté vedere con chiarezza, meditandovi, l'innegabile fine di un'epoca. Il Nord diede forma al Sud: nella Curlandia si rispecchiò la Sicilia.
Il mondo nel quale era vissuto fino ad allora Tomasi crollò invece definitivamente dopo che il Palazzo Lampedusa fu gravemente lesionato, e pressoché distrutto, dai bombardamenti aerei delle forze Alleate il 5 aprile 1943, durante la Seconda guerra mondiale, e saccheggiato. Alla vista della distruzione del palazzo l'autore fu talmente sconvolto che non parlò per i successivi tre giorni. Scivolò in una lunga depressione: egli amava profondamente la grande casa avita di Palermo, simbolo di secoli di storia e di orgoglio familiare, dov'era nato e dove avrebbe voluto morire. Il rimpianto per un Paradiso perduto lo seguirà per il resto della vita, ma dovettero passare altri 10 anni prima che Tomasi cominciasse a scrivere il romanzo.

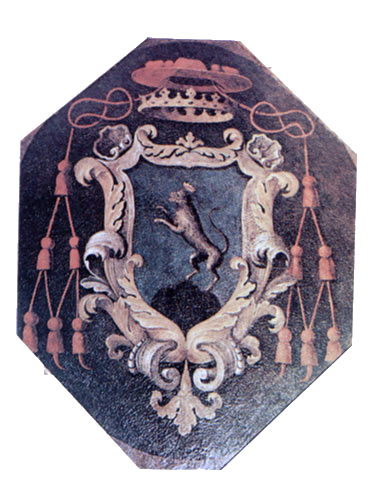
Stemma di famiglia dei Tomasi

Nell'estate 1954 Giuseppe accompagnò il cugino, il poeta Lucio Piccolo, a un convegno di poeti a San Pellegrino Terme, dove ebbe modo di parlare con letterati del calibro di Eugenio Montale, Maria Bellonci ed Emilio Cecchi. In quell'occasione l'aristocratico siciliano, molto riservato e di carattere e taciturno, non passò inosservato in compagnia del cugino solo perché entrambi si presentarono vestiti fuorimoda, e per di più con un servitore. Il successo del cugino al convegno letterario, pungendolo psicologicamente, costituì la spinta decisiva per iniziare a scrivere, di punto in bianco, il romanzo, superando le proprie inibizioni. Alla fine di quell'anno, egli cominciò a scrivere a mano la storia, seduto a un tavolo del caffè Mazzara di Palermo. La stesura continuò per due anni e mezzo, fino al 1957, l'anno della morte dell'autore. Il quale era un erudito che in vita non aveva fatto altro che leggere (appassionato com'era delle letterature inglesi e francesi), oziare e viaggiare. Era però del tutto sconosciuto nei circuiti letterari italiani dell'epoca, tranne che a un ristrettissimo gruppo di persone. Al principio della primavera del 1956, l'autore cominciò a dettare i primi capitoli del Gattopardo all'allora giovanissimo Francesco Orlando, al quale Tomasi impartiva lezioni private di Letteratura inglese, che le battè a macchina in quattro copie.
Il manoscritto venne inviato alle case editrici con una lettera di accompagnamento scritta dal cugino di Tomasi, Lucio Piccolo. La spedizione della prima copia (una versione ancora parziale in quattro parti) avvenne il 24 maggio del 1956 da Villa Piccolo, indirizzata al conte Federico Federici della Mondadori, che da poco aveva pubblicato un libro di poesie del Piccolo. Durante l'estate, Orlando battè a macchina altre due parti del libro, quelle ambientate a Donnafugata, che il Piccolo inviò prontamente a Federici il 10 ottobre. Piccolo cercò di avere notizie dell'esito della lettura del manoscritto da parte di Mondadori, inviando una lettera all'amico e collega poeta Basilio Reale, per sincerarsi se la lettura avesse sortito l'esito sperato.
Tuttavia, gli editori Arnoldo Mondadori Editore e Einaudi rifiutarono.
Il testo, privo come s'è detto di alcuni capitoli, dopo esser stato letto da Federici, era stato dato a Elio Vittorini, allora contemporaneamente consulente letterario per Mondadori e anche curatore della collana I gettoni per l'Einaudi. Vittorini, pur apprezzando l'opera, non acconsentì alla pubblicazione de Il Gattopardo per le dette case editrici, rimandando il testo all'autore, e accompagnando tale rifiuto con una lettera di motivazione. Messo di fronte al successo mondiale dell'opera, Vittorini si giustificò affermando che si trattava di un 'romanzo tradizionale', quindi non adatto alla collana einaudiana dei Gettoni.
Il romanzo uscì poi per i tipi di Feltrinelli solo grazie al giudizio di Giorgio Bassani, che lo intercettò per il tramite di Elena Croce, figlia di «don Benedetto», e recuperò l’originale con i capitoli non letti da Vittorini e molte varianti. L'avventurosa pubblicazione infatti avvenne solo dopo la morte dell'autore, quando l'ingegner Giorgio Gargia, paziente della baronessa Alexandra Wolff Stomersee, la moglie psicoanalista di Tomasi, si offrì di consegnare una copia alla sua conoscente Elena Croce; la figlia di Benedetto Croce lo segnalò a Bassani, da poco divenuto direttore della collana di narrativa I Contemporanei per la Giangiacomo Feltrinelli Editore, e che sollecitava gli amici letterati a segnalargli interessanti inediti. Bassani ricevette dalla Croce il manoscritto incompleto e gli attribuì immediatamente un enorme valore. Lo diede a leggere all'amico Mario Soldati, il quale, dopo aver letto il testo in mano a Bassani, concordò trattarsi di un capolavoro. Nel febbraio 1958, Bassani volò a Palermo per recuperare e ricomporre il testo nella sua interezza: egli decise subito di pubblicare il libro, che uscì l'11 novembre dello stesso anno, curato da Bassani stesso. Nel 1959, quando il romanzo ricevette il premio Strega, la tiratura aveva raggiunto in solo otto mesi le 250 000 copie, divenendo il primo best seller italiano con oltre centomila copie vendute. Tuttavia la candidatura allo Strega fu molto criticata soprattutto dagli scrittori di sinistra legati al PCI, il quale aveva dichiarato pubblicamente come il libro fosse "non grato" al partito a causa degli ideali conservatori inneggiati nel romanzo. In particolare ricordiamo come forti oppositori alla candidatura Pier Paolo Pasolini, in gara con il suo Una vita violenta, e Alberto Moravia il quale disse a Mario Soldati, che aveva telefonato a Maria Bellonci per candidare Il Gattopardo, che non l'avrebbe mai più guardato in faccia.  La forza e l'importanza che ebbe il romanzo in quegli anni sono testimoniate anche dalla battuta che Eduardo De Filippo inserisce nella commedia del 1959 Sabato, domenica e lunedì: Memè, la zia colta di casa Priore, osservando i parenti troppo affaccendati nelle questioni quotidiane, uscendo di scena li ammonisce al grido di «compratevi il Gattopardo!».
Il titolo del romanzo ha origine nello stemma di famiglia dei principi di Lampedusa, rappresentato dal Felis leptailurus serval, una belva felina diffusa nelle coste settentrionali dell'Africa, proprio di fronte a Lampedusa. Nelle parole dell'autore l'animale ha un'accezione positiva: «Noi fummo i Gattopardi, i Leoni; quelli che ci sostituiranno saranno gli sciacalletti, le iene; e tutti quanti Gattopardi, sciacalli e pecore continueremo a crederci il sale della terra». Tuttavia, proprio sull'onda del successo planetario del romanzo, sarebbe invalso invece un significato negativo, facendo dell'aggettivo "gattopardesco" l'emblema del trasformismo delle classi dirigenti italiane. A ben vedere, è anche vero che fu Tomasi stesso con le sue fiere parole a legare il termine a un significato ambiguo, quando pronosticò un destino di rassegnazione e di solo illusorio orgoglio per l'Italia futura.
Nel 1967 dal romanzo venne tratta un'opera musicale di Angelo Musco, con libretto di Luigi Squarzina.

## Trama
Il racconto inizia con la recita del rosario in una delle sontuose sale del Palazzo Salina, dove il principe Fabrizio abita con la moglie Stella e i loro sette figli: è un signore distinto e affascinante, raffinato cultore di studi astronomici ma anche di pensieri più terreni e a carattere sensuale, nonché attento osservatore della progressiva e inesorabile decadenza del proprio ceto; infatti, con lo sbarco in Sicilia di Garibaldi e del suo esercito, va prendendo rapidamente piede un nuovo ceto, quello borghese, che il principe, dall'alto del proprio rango, guarda con malcelato disprezzo, in quanto prodotto deteriore dei nuovi tempi. L'intraprendente e amatissimo nipote Tancredi Falconeri non esita a cavalcare la nuova epoca in cerca del potere economico, combattendo tra le file dei garibaldini (e poi in quelle dell'esercito regolare del Re di Sardegna), cercando insieme di rassicurare il titubante zio sul fatto che il corso degli eventi si volgerà alla fine a vantaggio della loro classe; è poi legato da un sentimento, in realtà più intravisto, per la raffinata cugina Concetta, profondamente innamorata di lui.
Il principe trascorre con tutta la famiglia le vacanze nella residenza estiva di Donnafugata; il nuovo sindaco del paese è don Calogero Sedàra, un parvenu, ma intelligente e ambizioso, che cerca subito di entrare nelle simpatie degli aristocratici Salina, mercé la figlia Angelica, cui il passionale Tancredi non tarderà a soccombere; non essendo di famiglia nobile, Angelica non avrà immediatamente il consenso di don Fabrizio ma, grazie alla sua travolgente e incantevole bellezza, riesce a convincere casa Salina e a sposare Tancredi. Inoltre Calogero Sedara, il padre di Angelica, fornisce alla figlia nel contratto matrimoniale tutto quello che possiede.
Arriva il momento di votare l'annessione della Sicilia al Regno di Sardegna: a quanti, dubbiosi sul da farsi, gli chiedono un parere sul voto, il principe risponde suo malgrado in maniera affermativa; alla fine, il plebiscito per il sì sarà unanime. In seguito, giunge a palazzo Salina un funzionario piemontese, il cavaliere Chevalley di Monterzuolo, incaricato di offrire al principe la carica di senatore del Regno, che egli rifiuta garbatamente dichiarandosi un esponente del vecchio regime dei Borbone, ad esso legato da vincoli di decenza. Il principe condurrà da ora in poi vita appartata fino al giorno in cui verrà serenamente a mancare, circondato dalle cure dei familiari, in una stanza d'albergo a Palermo dopo il viaggio di ritorno da Caserta, dove si era recato per cure mediche. L'ultimo capitolo del romanzo, ambientato nel 1910, racconta la vita di Carolina, Concetta e Caterina, le figlie superstiti di don Fabrizio.

## Il significato dell'opera
L'autore compie all'interno dell'opera un processo narrativo che è sia storico che attuale. Parlando di eventi passati, Tomasi di Lampedusa parla di eventi del tempo presente, ossia di uno spirito siciliano citato più volte come gattopardesco ("Se vogliamo che tutto rimanga come è, bisogna che tutto cambi"). Nel dialogo con Chevalley di Monterzuolo, inviato dal governo sabaudo, il principe di Salina spiega ampiamente il suo spirito della sicilianità; egli lo spiega con un misto di cinico realismo e rassegnazione. Spiega che i cambiamenti avvenuti nell'isola più volte nel corso della storia hanno adattato il popolo siciliano ad altri "invasori", senza tuttavia modificare dentro l'essenza e il carattere dei siciliani stessi. Così, il presunto miglioramento apportato dal nuovo Regno d'Italia appare al principe di Salina come un ennesimo mutamento senza contenuti, poiché ciò che non muta è l'orgoglio del siciliano stesso.

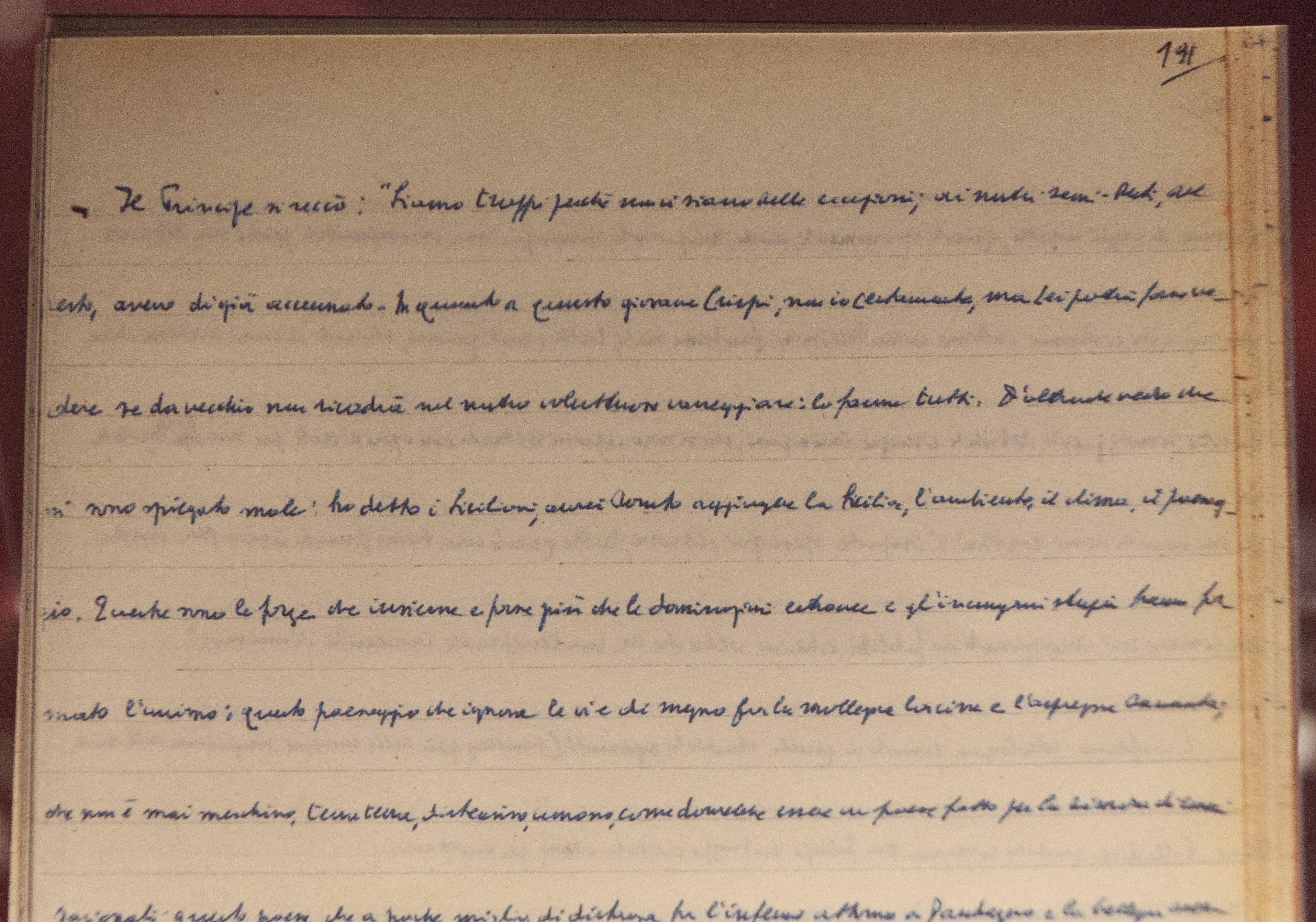
Il dialogo con Chevalley manoscritto

Egli infatti vuole esprimere l'incoerente adattamento al nuovo, ma nel contempo l'incapacità vera di modificare se stessi, e quindi l'orgoglio innato dei siciliani. In questa chiave egli legge tutte le spinte contrarie all'innovazione, le forme di resistenza mafiosa, la violenza dell'uomo, ma anche quella della natura. I Siciliani non cambieranno mai poiché le dominazioni straniere, succedutesi nei secoli, hanno bloccato la loro voglia di fare, generando solo oblio, inerzia, annientamento (il peccato che noi Siciliani non perdoniamo mai è semplicemente quello di "fare". [...] il sonno è ciò che i Siciliani vogliono). Garibaldi è stato uno strumento dei Savoia, nuovi dominatori (da quando il vostro Garibaldi ha posto piede a Marsala, troppe cose sono state fatte senza consultarci perché adesso si possa chiedere a un membro della vecchia classe dirigente di svilupparle e portarle a compimento [...] ho i miei forti dubbi che il nuovo regno abbia molti regali per noi nel bagaglio). Questi avvenimenti si sono innestati su una natura ed un clima violenti, che hanno portato ad una mancanza di vitalità e di iniziativa negli abitanti (... questo paesaggio che ignora le vie di mezzo fra la mollezza lasciva e l'asprezza dannata; [...] questo clima che ci infligge sei mesi di febbre a quaranta gradi; [...] questa nostra estate lunga e tetra quanto l'inverno russo e contro la quale si lotta con minor successo...).

### Classificazione come romanzo storico
La vicenda descritta nel Gattopardo può a prima vista far pensare che si tratti di un romanzo storico. Tomasi di Lampedusa ha certamente tenuto presente una tradizione narrativa siciliana: la novella Libertà di Giovanni Verga, I Viceré di Federico De Roberto, I vecchi e i giovani di Luigi Pirandello ispirata al fallimento risorgimentale, drammaticamente avvertito proprio in Sicilia, dove erano vive speranze di un profondo rinnovamento. Ma mentre De Roberto, che fra i tre citati è, per questa tematica, il più significativo, indaga le motivazioni del fallimento con una complessa rappresentazione delle opposte forze in gioco, Tomasi di Lampedusa presenta la vicenda risorgimentale attraverso il machiavellismo della classe dirigente, che alla fine si mette al servizio dei garibaldini e dei piemontesi, convinta che sia il modo migliore perché tutto resti com'era. Questa rappresentazione per la prospettiva da cui è descritta è parziale; restano fuori dal romanzo molti eventi significativi: solo per fare un esempio, la rivolta dei contadini di Bronte, che provocò 16 morti prima di essere stroncata nel sangue da Nino Bixio che fece condannare a morte 5 dei responsabili (oggetto invece della novella di Verga).
Da questo punto di vista quindi le mancanze de Il Gattopardo come romanzo storico del Risorgimento in Sicilia sono evidenti. Osservava Mario Alicata: «Una cosa è cercare di comprendere come e perché si affermò nel processo storico risorgimentale una determinata soluzione politica, cioè la direzione di determinate forze politiche e sociali, un'altra cosa è credere, o far finta di credere, che ciò sia stato una sorta di presa in giro condotta dai furbi (dai potenti di ieri e di sempre) ai danni degli sciocchi (coloro che si illudono che qualche cosa di nuovo possa accadere non solo sotto il sole di Sicilia ma sotto il sole tout court)». Pertanto è dubbio se il valore de Il Gattopardo vada ricercato al di fuori della prospettiva del romanzo storico; la faccenda appare più complicata di come poteva apparire ai primi lettori dell'opera, se il principe stesso negava di aver voluto scrivere un romanzo storico (semmai un testo intessuto di memoria e di memorie), nella seconda edizione de Il romanzo storico, invece Lukács riconduce Il Gattopardo al canone proprio del genere.
Di recente Vittorio Spinazzola, in un importante lavoro degli anni novanta, Il romanzo antistorico, attribuisce alla triade formata da I Viceré di De Roberto, I vecchi e i giovani di Pirandello, e il romanzo di Tomasi di Lampedusa, la fondazione di un nuovo atteggiamento del romanzo rispetto alla storia; non più l'ottimismo di una concezione storicista e teleologica dell'avvenire dell'uomo (ancora presente in Italia nelle grandi cattedrali di Manzoni e Nievo), ma la dolorosa consapevolezza che la storia degli uomini non procede verso il compimento delle magnifiche sorti e progressive, e che la "macchina del mondo" non è votata a provvedere alla felicità dell'uomo. Il romanzo antistorico è il deposito di questa concezione non trionfalistica della storia, nei tre testi citati il corso della storia genera nuovi torti e nuovi dolori, invece di lenire i vecchi. Malgrado la posizione nuova di Spinazzola, che rilegge in modo intelligente la questione, il problema resta aperto, e la critica non ha ancora trovato una soluzione condivisa su questo tema.
È un romanzo uscito dalla tradizione narrativa ottocentesca, della quale si avverte almeno la presenza di Stendhal; ma nel senso della solitudine e della morte che pervade il protagonista si rivela anche l'influenza determinante dell'esperienza decadente.
Un altro elemento di differenza con altri romanzi storici è il suo essere una trasposizione in un racconto di fantasia di vicende familiari che in parte sono realmente avvenute e sono state tramandate attraverso la bocca dei parenti di Tomasi di Lampedusa. A differenza di romanzi storici come ad esempio I promessi sposi, nel quale nessun dettaglio storico era specificato che non fosse già presente nelle fonti scritte consultate da Manzoni, Il Gattopardo rappresenta esso stesso una testimonianza storica (seppur offuscata dal tempo e dalla tradizione orale) di come una parte della nobiltà visse quel determinato periodo di transizione.

### Sterilità e morte
Il modulo narrativo si discosta molto dai canoni del romanzo storico: il romanzo è suddiviso in blocchi, con una sequenza di episodi che, pur facendo capo ad un personaggio principale, sono dotati ciascuno di una propria autonomia. Inoltre, il fallimento risorgimentale descritto non è un esempio di uno scarto tra speranze e realtà nella storia degli uomini, ma sembra quello di una norma costante delle vicende umane, destinate inesorabilmente al fallimento: gli uomini, anche re Ferdinando o Garibaldi, possono solo illudersi di influire sul torrente delle sorti che invece fluisce per conto suo, in un'altra vallata.
La negazione della storia e la sterilità dell'agire umano sono alcuni dei motivi più ricorrenti e significativi del libro; in questa prospettiva di remota lontananza dalla fiducia nelle «magnifiche sorti e progressive», il Risorgimento può ben diventare una rumorosa e romantica commedia e Karl Marx un «ebreuccio tedesco», di cui al protagonista sfugge il nome, e la Sicilia, più che una realtà che storicamente si è fatta attraverso secoli di storia, resta una categoria astratta, un'immutabile ed eterna metafisica "sicilianità". Nella descrizione del fallimento risorgimentale, secondo alcuni, si può intravedere un'altra riconferma della legge e degli uomini: il fallimento esistenziale che, negli anni in cui scriveva, Tomasi di Lampedusa poteva constatare.
Correlato a questo è il tema del fluire del tempo, della decadenza e della morte (che richiamano Marcel Proust e Thomas Mann) esemplificato nella morte di una classe, quella nobiliare dei Gattopardi che sarà sostituita dalla scaltra borghesia senza scrupoli dei Sedara, ma che permea di sé tutta l'opera: la descrizione del ballo, il capitolo della morte di don Fabrizio (secondo alcuni critici il punto più alto del romanzo), la polvere del tempo che si accumula sulle sue tre figlie e sulle loro cose. Si può dire che fra la tradizione del romanzo storico, siciliana ed europea, di fine Ottocento e Il Gattopardo è passato il decadentismo con le sue stanchezze, le sue sfiducie, la sua contemplazione della morte; l'opera di Tomasi di Lampedusa inoltre cadeva in un momento di ripiegamento dei recenti ideali della società italiana e di quella letteratura che si era sforzata di dare voce artistica a quegli ideali.

## Il manoscritto
Le fotocopie dei manoscritti originali si trovano presso il Museo del Gattopardo a Santa Margherita di Belice (AG), mentre gli originali sono custoditi presso il Palazzo Lanza Tomasi a Palermo, ultima dimora dello scrittore.

## Adattamenti
Dal romanzo è stato tratto il celeberrimo film omonimo del 1963, prodotto da Goffredo Lombardo e diretto da Luchino Visconti, vincitore della Palma d'Oro; a ricoprire i ruoli principali Burt Lancaster (Don Fabrizio), Alain Delon (Tancredi) e Claudia Cardinale (Angelica), con Romolo Valli, Paolo Stoppa e Rina Morelli. Il 5 marzo 2025 viene pubblicata su Netflix l'omonima fiction televisiva, di produzione anglo-italiana, con Kim Rossi Stuart nel ruolo del principe, Benedetta Porcaroli nel ruolo di Concetta, e Saul Nanni e Deva Cassel nei rispettivi ruoli di Tancredi e Angelica.

## Edizioni
- Il Gattopardo, Prefazione e cura di Giorgio Bassani, Collana Biblioteca di Letteratura n.4, Milano, Feltrinelli Editore, novembre 1958,  p. 332.
- Il Gattopardo, Collana Universale Economica n.416, Milano, Feltrinelli, febbraio 1963.
- Il Gattopardo, antologia a cura di Riccardo Marchese, Collana Primo scaffale n.16, Firenze, La Nuova Italia, 1967,  p. 240.
- Il Gattopardo e i Racconti, Edizione conforme al manoscritto del 1957, Collana Gli Astri, Milano, Feltrinelli, dicembre 1969.
- Il Gattopardo, Nota introduttiva di Maria Bellonci, Milano, Club degli Editori, 1969.
- Il Gattopardo, Collana I Narratori n.229, Milano, Feltrinelli, novembre 1974.
- Il Gattopardo, a cura di Giovanna Barbieri, Collana Narrativa scuola, Torino, Loescher Editore, 1979.
- Il Gattopardo, Nuova edizione riveduta con testi d'Autore in Appendice, a cura di Gioacchino Lanza Tomasi, Collana Le Comete, Milano, Feltrinelli, giugno 2002,  p. 300, ISBN 978-2-7028-7908-5. - Collana Universale Economica, LXXXVII ed., Feltrinelli, 2006 - CVI ed., marzo 2021; Collana Grandi Letture, Feltrinelli, 2013, ISBN 978-88-079-2222-0.
- Il Gattopardo, Prefazione di Gioacchino Lanza Tomasi, Collezione Premio Strega, Torino, UTET - Fondazione Maria e Goffredo Bellonci, 2006, ISBN 88-02-07540-9.
- Il Gattopardo letto da Toni Servillo, edizione integrale in audiolibro, Emons 2017, ISBN 978-88-6986-127-7.